# Пам'ятник королю Ягайлу (Нью-Йорк)
Пам'ятник королю Ягайлу у Нью-Йорку — кінна бронзова скульптура, присвячена польському королю, одному із керівників переможної Битви під Грюнвальдом — Ягайлу. Монумент виготовлений в Італії (скульптор бронзової статуї — Станіслав Казимир (Станіслав-Казимир) Островський, автор п'єдесталу — Аймар Ембері II) та урочисто встановлений в Центральному парку Нью-Йорка 15 липня 1945 року.
Піднята кінна статуя Ягайла на грандіозному цоколі встановлена на найпривабливішому місці та вражає з-поміж усіх двадцяти дев'яти скульптур, розташованих у Центральному парку Нью-Йорку.

## Історія
Станіслав К. Островський (1879 — 1947) створив пам'ятник короля Ягайла для польського павільйону на Всесвітній виставці в Нью-Йорку 1939 року, і статуя залишалася в Нью-Йорку під час Другої світової війни.

## Опис пам'ятника
Пам'ятник — це кінна фігура (понад натуральну величину) на постаменті, який змонтований на невисокому цоколі, що покладений на терасу. Висота постамента з цоколем — 10 футів / близько 3.048 метра, постамент із цоколем виготовлені з мілфордського рожевого граніту. Висота статуї — 14.6 (14.8) футів / близько 4.45 метра, матеріал скульптури — бронза.